# Североураљск
Североураљск (рус. Североуральск) град је у Русији у Свердловској области.

## Становништво
| 1959.  | 1970.  | 1979.  | 1989.  | 2002.  | 2010.  |
| ------ | ------ | ------ | ------ | ------ | ------ |
| 25.942 | 29.880 | 32.536 | 36.131 | 34.673 | 29.263 |